# Масимо Одо
Масимо Одо (итал. Massimo Oddo; 14. јун 1976) је бивши италијански фудбалер и национални репрезентативац. Са италијанском репрезентацијом освојио је Светско првенство у фудбалу 2006.

## Клупска каријера
Каријеру је почео у мало познатом тиму Ренато Кури. Одатле одлази у Милан али за две сезоне није одиграо ниједан меч. Након тога провео је неколико година на позајмицама у тимовима нижег ранга.
Године 1999. долази у тада друголигаша Наполи. Са њима је провео једну сезону у којој је био стандардан. Након тога одлази у Верону и дебитује у Серији А. За две сезоне са њима одиграо је 64 лигашких утакмица и постигао 9 голова. 
Године 2002. одлази у Лацио. Ту проводи пет сезона и постаје један од најбољих бекова у лиги. У јануару 2007. долази у Милан. Био је стандардан до доласка Ђанлуке Замброте, па одлази у августу 2008. на једногодишњу позајмицу у Бајерн из Минхена. Након повратка провео је две сезоне где није пуно играо. Сезону 2011/12. је провео на позајмици у Лечеу и након тога завршио каријеру.

## Репрезентација
За репрезентацију Италије дебитовао је 2002. године након слабог издања Азура на Светско првенство у фудбалу 2002.
Био је стандардан у квалификацијама за Европско првенство у фудбалу 2004. На самом првенству ушао је као замена на мечу са Бугарском и направио асистенцију за победоносни гол. Био је члан генерације која је освојила Светско првенство 2006. у Немачкој.

## Трофеји
Лацио
- Куп Италије: 2003/04.

Милан
- Серија А: 2010/11.
- Лига шампиона: 2006/07.
- УЕФА суперкуп: 2007.
- Светско клупско првенство у фудбалу: 2007.

Италија
- Светско првенство 2006.